# Johann Büsen
 (juin 2020).
Johann Büsen (* 1984 à Paderborn) est un artiste visuel allemand.

## Biographie
Johann Büsen a étudié de 2005 à 2010 à l'Université des Arts de Brême où il a fait son diplôme chez Peter Bialobrzeski. Depuis 2003, il a participé à diverses expositions collectives et individuelles. Il vit et travaille à Brême.

## Œuvre

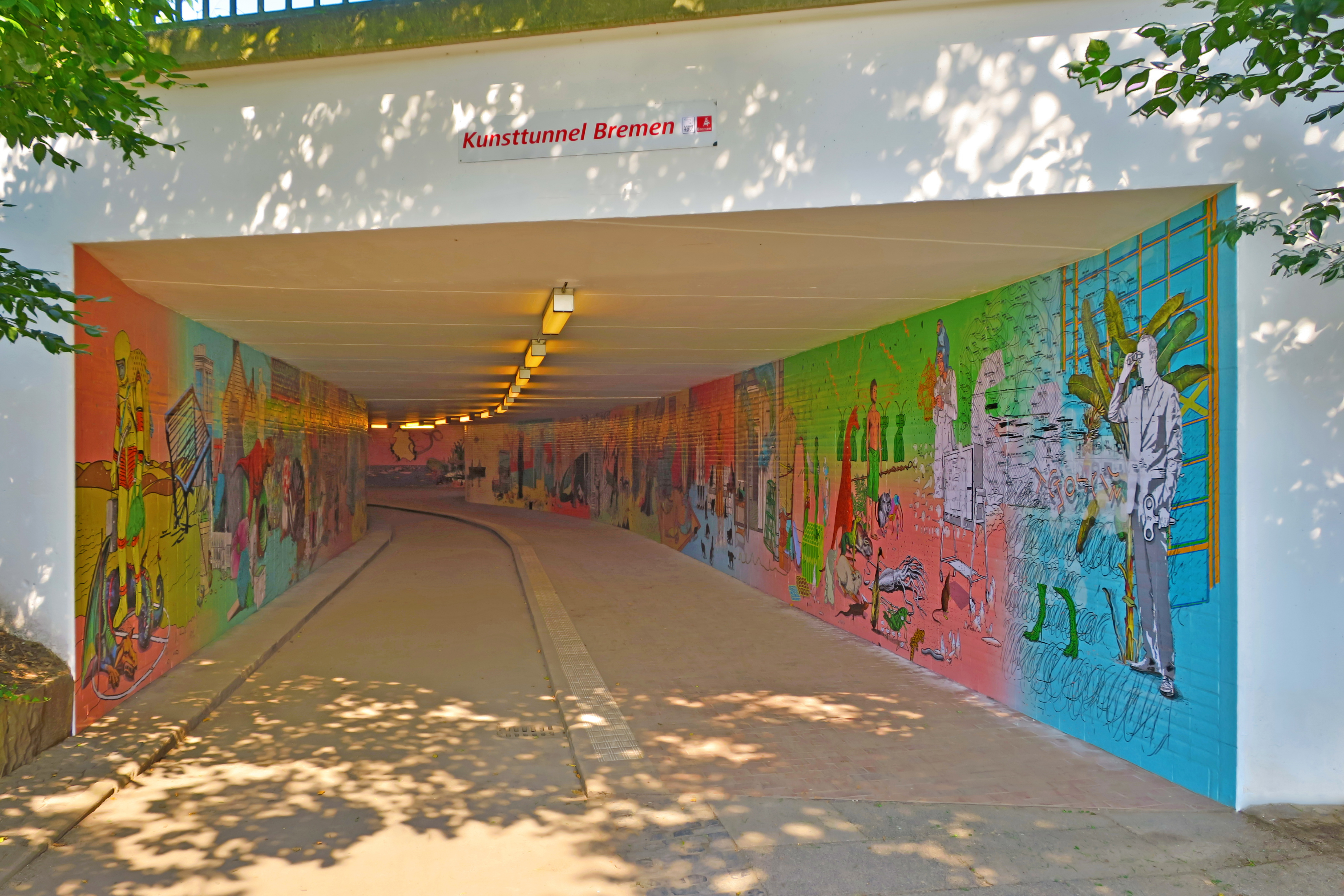
Kunsttunnel Bremen, 2,50 × 200 m

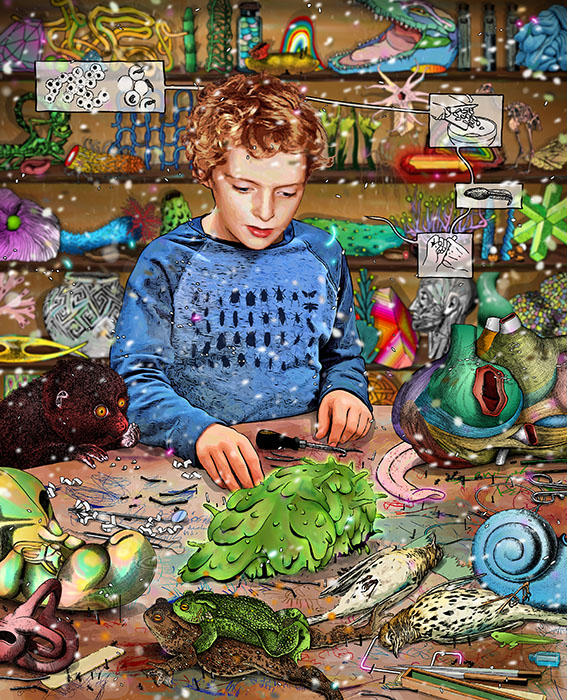
Exploration, 2016

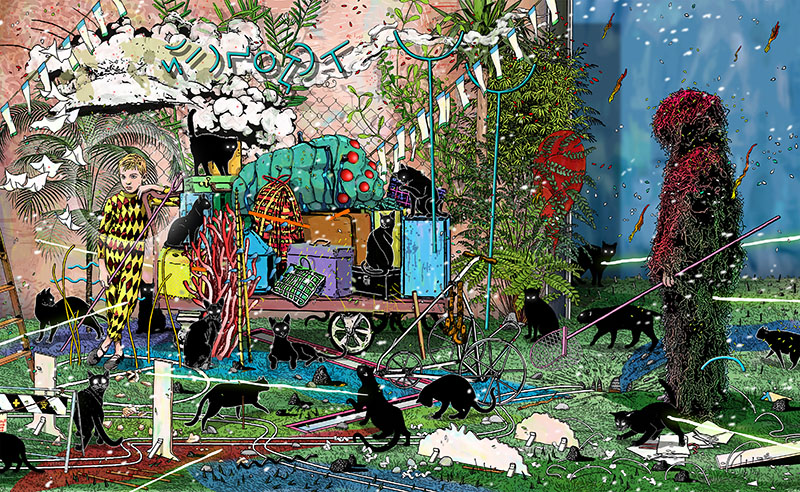
Catcher, 2016

Johann Büsen dessine, photographie et prend des motifs à partir de divers supports - des produits imprimés conventionnels aux images provenant de l'Internet. Les éléments édités sont condensés en nouvelles histoires surréalistes. La peinture numérique est créée sur l'ordinateur à l'aide d'une tablette graphique et de divers programmes.
En 2016, il a remporté un appel d'offres du sénateur de la culture de Brême pour la refonte du “tunnel d'art de Brême”, un tunnel pour vélos et piétons entre Osterdeich et Wallanlagen. Il a conçu environ 500 mètres carrés ici dans l'espace public à partir de 200 feuilles de papier scellées avec de la laque transparente,. Il a créé la plus longue œuvre d'art de Brême.

## Expositions (sélection)
Expositions individuelles
- 2008: Interrupt, Galerie Des Westens, Bremen
- 2009: Pop-Up, Städtische Galerie im Königin-Christinen-Haus, Zeven
- 2011: Kurzurlaub, Galerie Mitte, Bremen[5]
- 2012: Excursion, Galerie G.A.S.-Station, Berlin[6]
- 2013: Coexistence, Evelyn Drewes Galerie, Hamburg[7]
- 2013: Hide + Seek, NWWK Neuer Worpsweder Kunstverein, Worpswede[8]
- 2014: In Between, Galerie Brennecke, Berlin
- 2014: Twisted Signs, Kunstförderverein, Weinheim[9]
- 2016: Elsewhere, Kunstverein, Wedemark[10]
- 2018: Secrets, Venet-Haus Galerie, Neu-Ulm
- 2019: Digitale Malerei, Lippische Gesellschaft für Kunst, Detmold[11]

Expositions de groupe
- 2005: Wer Visionen hat soll zum Arzt gehen, Gesellschaft für Aktuelle Kunst, Bremen
- 2006: 83. Herbstausstellung, Städtische Galerie KUBUS, Hannover[12]
- 2009: 15 Positionen zeitgenössischer Kunst, Vorwerk – Zentrum für zeitgenössische Kunst, Syke
- 2011: 7. Kunstfrühling, Güterbahnhof, Bremen
- 2011: Krieg im Frieden, Kunstpavillon München[13]
- 2012: Mediated Visions, Galerie Wedding, Berlin
- 2012: Salon Schwarzenberg, Galerie Neurotitan, Berlin[14]
- 2013: Discover Me, Ostfriesisches Landesmuseum Emden[15]
- 2014: 37. Bremer Förderpreis für Bildende Kunst, Städtische Galerie Bremen[16]
- 2014: Videodox, Galerie der Künstler, München
- 2014: Urban Art - Wie die Street Art ins Museum kam, Schloss Agathenburg
- 2015: Weltraum, Rathausgalerie Kunsthalle, München[17]
- 2015: Knotenpunkt, Affenfaust Galerie, Hamburg[18]
- 2015: Salon Salder, Städtische Kunstsammlungen, Salzgitter[19]
- 2016: Zwei Meter unter Null, Kunsthalle Wilhelmshaven[20]
- 2018: Summer Breeze, 30works Galerie, Köln[21]